# Liste der Kulturdenkmale in Graupzig
In der Liste der Kulturdenkmale in Graupzig sind die Kulturdenkmale des Nossener Ortsteils Graupzig verzeichnet, die bis September 2024 vom Landesamt für Denkmalpflege Sachsen erfasst wurden (ohne archäologische Kulturdenkmale). Die Anmerkungen sind zu beachten.
Diese Aufzählung ist eine Teilmenge der Liste der Kulturdenkmale in Nossen.

## Graupzig
| Bild                                    | Bezeichnung | Lage                          | Datierung | Beschreibung | ID       |
| --------------------------------------- | --- | ----------------------------- | --- | --- | -------- |
| Direkt Bild zu diesem Denkmal hochladen | Wegestein | (Flurstück 209) (Karte)       | 19. Jahrhundert | Verkehrsgeschichtlich von Bedeutung | 09266286 |
| Direkt Bild zu diesem Denkmal hochladen | Zwei Eisenbahnbrücken der Bahnstrecke Riesa–Nossen, darunter eine Einbogenbrücken über den Ketzerbach, eine Bogenbrücke (Durchlass) durch den Bahndamm nahe der Niedermühle                                                                  | (Flurstück 172) (Karte)       | 1877–1880 | Bruchsteinbrücken, baugeschichtlich und eisenbahngeschichtlich von Bedeutung | 09304156 |
| Direkt Bild zu diesem Denkmal hochladen | Straßenbrücke über den Stahnaer Bach | (Flurstück 160b) (Karte)      | Um 1800 | Kleine Zweibogenbrücke mit halbrundem Strompfeiler, baugeschichtlich von Bedeutung | 09268056 |
| Direkt Bild zu diesem Denkmal hochladen | Wohnstallhaus eines Bauernhofes | An der Obermühle 17 (Karte)   | Um 1800 | Obergeschoss Fachwerk, altertümliche Konstruktion mit Kopfstreben, baugeschichtlich von Bedeutung | 09268049 |
| Direkt Bild zu diesem Denkmal hochladen | Ziegelei mit Brennofen, einem Trockenschuppen und Transportsystemen | An der Ziegelei 3 (Karte)     | 1889 | Brennofen: Acht-Kammer-Zick-Zack-Ofen, 1945 auf 12 Brennkammern erweitert, gut erhaltenes, technikgeschichtliches Denkmal | 09268081 |
| Direkt Bild zu diesem Denkmal hochladen | Wohnhaus der Ziegelei | An der Ziegelei 4 (Karte)     | Bezeichnet mit 1901 | Gründerzeitlicher Klinkerbau, orts- und sozialgeschichtlich von Bedeutung | 09268054 |
| Direkt Bild zu diesem Denkmal hochladen | Pächterhaus (Nr. 1) mit angebautem Stallgebäude, drei Scheunen (bei Nr. 1b und neben Nr. 2), Pferdestall (mit Kumthalle, Nr. 1c), Kutscherhaus und Schmiede (Nr. 2), sowie Mauer entlang der Einfahrt und Reste der Hofmauer des Rittergutes | Graupzig 1, 1b, 1c, 2 (Karte) | 1680 (Pächterhaus); 1860 (Wirtschaftsgebäude)                                                                               | Trotz Abbruch des Schlosses 1948 noch weitgehend geschlossen erhaltener Gutshof, ortsgeschichtlich von Bedeutung. Pächterhaus mit Sandsteinportal, Stall mit Treppengiebel, eine Scheune mit Rundbogenportal an Giebelseite. | 09268051 |
| Direkt Bild zu diesem Denkmal hochladen | Wohnhaus eines Zweiseithofes | Graupzig 14 (Karte)           | 1. Hälfte 19. Jahrhundert                                                                                                   | Obergeschoss Fachwerk, baugeschichtlich von Bedeutung, desolat | 09268052 |
| Direkt Bild zu diesem Denkmal hochladen | Seitengebäude und Torbogen eines Vierseithofs | Graupzig 16 (Karte)           | 1. Hälfte 19. Jahrhundert (Seitengebäude); bezeichnet mit 1817 (Torbogen)                                                   | Obergeschoss Fachwerk, baugeschichtlich von Bedeutung | 09268053 |
| Direkt Bild zu diesem Denkmal hochladen | Gasthof (über hakenförmigem Grundriss) | Graupzig 32 (Karte)           | Bezeichnet mit 1814 | Obergeschoss Fachwerk, baugeschichtlich und ortsgeschichtlich von Bedeutung, Sandstein-Türstock | 09268050 |
|                                         | Wohnmühlengebäude mit Wasserrad und Mühlentechnik (Roggenmühle Dietrich, Dietrichmühle, Niedermühle Graupzig) | Graupzig 37 (Karte)           | Bezeichnet mit 1893 (Getreidemühle); vor 1900 (Walzenstuhl); um 1925 (Plansichter); 1938 (Ausmahlmaschine); 1948 (Quetsche) | Neben der Brendelmühle im Ortsteil Ziegenhain letzte von ursprünglich 18 Mühlen am Ketzerbach, mit vollständiger, original erhaltener Mühlenausstattung, ortsgeschichtlich und technikgeschichtlich bedeutend sowie singulär. Die Mühle hat bis 1991/92 gearbeitet. Im Jahre 1938 erfolgte ein gravierender Umbau, vor allem im Inneren. Die Datierung 1893 befindet sich über der Eingangstür. Das Mühlengebäude zeigt den üblichen Aufbau einer Getreidemühle mit Getriebekeller/Transmissionskeller, Walzenstuhlboden, Rohrboden, Sichterboden und Spitzboden. Die Technik hat sich vollständig und in sehr gutem Zustand erhalten. Im Getriebekeller befindet sich ein liegendes Getriebe (Zeug) und die Haupttransmission. Auf dem Walzenstuhlboden stehen ein Schrotgang (Mahlgang) mit Rüttelschuh, eine Quetsche der Gebrüder Jehmlich aus Nossen von 1948, ein Walzenstuhl (Schrotstuhl) der Firma Seck vor 1900 und eine Ausmahlmaschine der Firma Jehmlich von 1938. Außerdem findet sich dort eine Mehlmischmaschine der Firma Jehmlich. Der Rohrboden zeigt Schütttrichter, einen Vorreinigungsbehälter und zwei Filterschränke (Aspiration) für das Schroten und die Mehlherstellung sowie eine stehende Schrot- und Kleiemischmaschine der Firma Jehmlich. Auf dem Sichterboden befindet sich ein Plansichter (zweiteiliger Einkastensichter) der Firma Jehmlich um 1925 und verschiedene Reinigungsmaschinen der Gebrüder Jehmlich: Aspirateur, Schälmaschine, Bürstenschnecke und Trieur. Der Transport von Getreide und Mahlgut erfolgt ausschließlich durch Elevatoren. Deren Köpfe befinden sich auf dem Sichterboden, deren Füße im Getriebekeller. Eine liegende Mehlmischmaschine (wohl auch von der Firma Jehmlich) erstreckt sich über den Walzenstuhl- und Rohrboden. An der Außenwand erscheint ein 1984 rekonstruiertes oberschlächtiges Wasserrad. | 09268055 |

## Tabellenlegende
- Bild: Bild des Kulturdenkmals, ggf. zusätzlich mit einem Link zu weiteren Fotos des Kulturdenkmals im Medienarchiv Wikimedia Commons. Wenn man auf das Kamerasymbol klickt, können Fotos zu Kulturdenkmalen aus dieser Liste hochgeladen werden:
- Bezeichnung: Denkmalgeschützte Objekte und ggf. Bauwerksname des Kulturdenkmals
- Lage: Straßenname und Hausnummer oder Flurstücknummer des Kulturdenkmals. Die Grundsortierung der Liste erfolgt nach dieser Adresse. Der Link (Karte) führt zu verschiedenen Kartendiensten mit der Position des Kulturdenkmals. Fehlt dieser Link, wurden die Koordinaten noch nicht eingetragen. Sind diese bekannt, können sie über ein Tool mit einer Kartenansicht einfach nachgetragen werden. In dieser Kartenansicht sind Kulturdenkmale ohne Koordinaten mit einem roten bzw. orangen Marker dargestellt und können durch Verschieben auf die richtige Position in der Karte mit Koordinaten versehen werden. Kulturdenkmale ohne Bild sind an einem blauen bzw. roten Marker erkennbar.
- Datierung: Baubeginn, Fertigstellung, Datum der Erstnennung oder grobe zeitliche Einordnung entsprechend des Eintrags in der sächsischen Denkmaldatenbank
- Beschreibung: Kurzcharakteristik des Kulturdenkmals entsprechend des Eintrags in der sächsischen Denkmaldatenbank, ggf. ergänzt durch die dort nur selten veröffentlichten Erfassungstexte oder zusätzliche Informationen
- ID: Vom Landesamt für Denkmalpflege Sachsen vergebene, das Kulturdenkmal eindeutig identifizierende Objekt-Nummer. Der Link führt zum PDF-Denkmaldokument des Landesamtes für Denkmalpflege Sachsen. Bei ehemaligen Kulturdenkmalen können die Objektnummern unbekannt sein und deshalb fehlen bzw. die Links von aus der Datenbank entfernten Objektnummern ins Leere führen. Ein ggf. vorhandenes Icon  führt zu den Angaben des Kulturdenkmals bei Wikidata.